# Virginia Slims of Houston 1977
Il Virginia Slims of Houston 1977 è stato un torneo di tennis giocato sul sintetico indoor. È stata la 7ª edizione del torneo, che fa parte del WTA Tour 1977. Si è giocato al Westside Tennis Club di Houston negli USA dal 17 al 23 gennaio 1977.

## Campionesse

### Singolare
Martina Navrátilová ha battuto in finale  Sue Barker con il punteggio di 7–6, 7–5

### Doppio
Martina Navrátilová /  Betty Stöve hanno battuto in finale  Sue Barker /  Ann Kiyomura con il punteggio di 4–6, 6–2, 6–1